# Art Ross
Arthur Howey Ross, más conocido como Art Ross (n. 13 de enero de 1886 en Naughton, Ontario - f. 5 de agosto de 1964 en Medford, Massachusetts) fue un jugador y técnico canadiense de hockey sobre hielo, así como uno de los principales impulsores de la National Hockey League.
Ross nació en Naughton, y se crio en Montreal, donde comenzó a jugar al hockey sobre hielo. En 1905 se unió a los Brandon Elks de Manitoba, y en 1907 ganó su primera Copa Stanley con los Kenora Thristles. Volvería a obtener otro campeonato en 1908, en esta ocasión con los Montreal Wanderers. En 1910 ingresó en la National Hockey Association, para jugar con los Haileybury Comets. Posteriormente regresó a los Wanderers (1910 a 1914), Ottawa Senators (1914 a 1916) y de nuevo Wanderers para terminar su carrera en la campaña 1917-18 con ellos. Durante su época como jugador, destacó por un juego aguerrido y de ataque. También fue un defensor de los derechos de los jugadores, rechazando en 1910 el límite salarial que quería implantar la NHA.
Tras concluir su carrera como jugador, Ross pasó a ser árbitro de hockey. En 1922, fichó como entrenador de los Hamilton Tigers, aunque dejó el cargo un año después. Su mayor éxito como técnico llegó en 1924, cuando fue uno de los miembros fundadores de los Boston Bruins. Art Ross fue el entrenador hasta 1945 y director general hasta 1954, ayudando al club a ganar tres Copas Stanley en 1929, 1939 y 1941. Durante ese periodo además sugirió varias innovaciones en el juego, como el puck moderno, el diseño de las porterías, y la creación del Trofeo Art Ross en 1947, que se otorga al jugador con más puntos (suma de goles y asistencias) al término de la temporada regular. En calidad de jugador, fue uno de los  primeros miembros del Salón de la Fama del Hockey en 1949.
Art Ross falleció en Medford (Massachusetts) a los 78 años en 1964.